# Prionoplax atlantica
Prionoplax atlantica är en kräftdjursart som beskrevs av William Converse Kendall 1891. Prionoplax atlantica ingår i släktet Prionoplax och familjen Panopeidae. Inga underarter finns listade i Catalogue of Life.